# Alexandra (planetka)
(54) Alexandra je planetka nacházející se v hlavním pásu asteroidů. Její průměr činí asi 166 km. Byla objevena 10. září 1858 německo-francouzským astronomem H. Goldschmidtem. Své pojmenování nese po německém přírodovědci Alexanderovi von Humboldtovi, stala se tak první planetkou pojmenovanou po muži.